# 유리왕설화
유리왕설화는 고구려의 유리명왕의 왕위 계승 과정에 관한 설화이다.

## 개요
고구려 초대왕인 주몽은 부여에서 예씨 부인과 결혼했으며, 주몽이 부여를 떠난 후 예씨 부인은 유리를 낳게 되었다. 어느날, 유리가 참새를 맞추려다 물긷는 여성의 물동이를 맞혔는데 그 여성은 유리를 보며 아버지 없어 그렇다며 유리를 비난했다. 유리는 이 일 이후 예씨 부인에게 자신의 아버지에 대해 물었고 예씨 부인은 유리의 아버지 주몽에 대해 설명해 주었다. 또한 떠나기 전에 주몽이 남긴 "일곱 모난 돌 위의 소나무 밑에 감춘 물건을 찾으라"라는 말에 따라 산골짜기를 헤매다가 결국 찾지 못하고 돌아오게 되었다.
그러다 기둥과 주춧돌 사이에서 나는 소리를 통해  기둥 밑의 흙에 있는 끊어진 칼 도막을 찾게되고 유리는 그것을 가지고 옥지(屋智), 구추(句鄒), 도조(都祖) 등과 함께 졸본으로 가 주몽을 만났다. 유리가 끊어진 칼을 주몽에게 보이자, 주몽은 가지고 있던 자신의 반도막 칼과 맞추어보았고 짝이 맞는 것을 확인한 주몽은 유리를 태자로 삼았다.